# George Chakiris
George Chakiris, parfois appelé George Kerris, né le 16 septembre 1932 à Norwood (Ohio), est un acteur, danseur et chanteur américain.
Ses films les plus connus sont West Side Story (1961) et Les Demoiselles de Rochefort (1967).

## Biographie
Georges Chakiris naît le 16 septembre 1934 (certaines sources affirment qu'il serait né le 16 septembre 1932[réf. nécessaire]) à Norwood, dans l'Ohio, dans une famille grecque immigrée. Il commence la danse très jeune et l'étudie ensuite à l'American School of Dance.
En début de carrière, on l'aperçoit en arrière-plan dans Les hommes préfèrent les blondes, Brigadoon et Viva Las Vegas.
En 1957, il est choisi par Jerome Robbins, le metteur en scène et chorégraphe de West Side Story, pour recréer sur scène, à Londres, le rôle de Bernardo (chef des « Sharks »), rôle clef de voûte de l'ouvrage. Pour l'adaptation de cette comédie musicale au cinéma, sous la direction conjuguée de Jerome Robbins et Robert Wise, George Chakiris se présente aux auditions bien que le rôle-titre ait déjà été attribué à Russ Tamblyn, vedette reconnue à Hollywood. Le rôle intéresse également Elvis Presley (disposé par ailleurs à jouer aussi Tony le Roméo) et Warren Beatty. Il hérite pourtant du rôle, devenant pour l'occasion Bernardo, chef des Sharks. Il obtient pour ce film le Golden Globe et l'oscar du meilleur second rôle masculin.

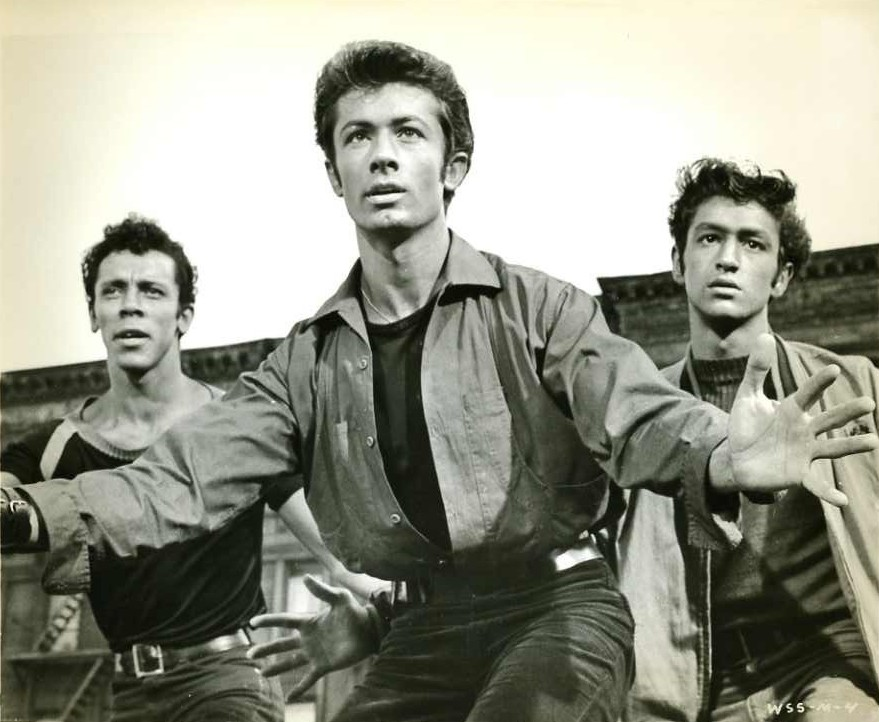
George Chakiris dans West Side Story (1961).

Nouvelle coqueluche d'Hollywood, balayant Tab Hunter, Troy Donahue et même Warren Beatty, George Chakiris reste néanmoins cantonné par les studios hollywoodiens dans de nombreux rôles sans intérêt, dans des films pourtant parfois intéressants. Il joue aux côtés de Yul Brynner dans Les Rois du Soleil, de Richard Widmark dans Les Trois Soldats de l'aventure, de Charlton Heston dans Le Seigneur d'Hawaï, mais il ne danse plus. Le public le boude. George Chakiris ne retrouve pas d'emploi lui permettant d'ajouter ses qualités dramatiques à ses talents de danseur. Il va alors émigrer vers l'Europe d'où ses parents sont originaires et où il tourne avec Luigi Comencini (La ragazza), Michel Deville (On a volé la Joconde), etc. Nouveaux films mineurs, nouveaux échecs.
En 1966, il est sollicité par Jacques Demy pour le film musical Les Demoiselles de Rochefort, avec Catherine Deneuve et Françoise Dorléac, qui sort l'année suivante. Chakiris revient à la danse, aux côtés entre autres de Grover Dale, qui avait participé à la création de West Side Story. Le film est un très grand succès. George Chakiris l'acteur est au passage auréolé mais quelque temps après, il délaisse le cinéma pour la télévision.
Il apparaît notamment dans certains épisodes de Chips, Hawaï police d'État, L'Île fantastique, Santa Barbara, Thriller (Angoisse) ou encore Dallas.
C'est en France qu'il va reprendre le chant, discipline qu'il affectionne également. Dans les années 1960, il livre un album d'hommage à George Gershwin, mais malgré ses collaborations avec Pierre Bachelet (Je t'emmène en tango) ou Didier Barbelivien (Celui qui t'aime), Chakiris n'enregistre que des chansons qui passent inaperçues telles que Le Soleil italien, Tout peut s'oublier ou encore Carte postale, que les radios ne se donnent même pas la peine de diffuser. Une seule chanson sort du lot : la Chanson de Bernardo de Pierre Bachelet, où l'acteur évoque vingt ans après son « frère de toile ».
Chakiris est de retour au théâtre au milieu des années 1990, où il endosse à Los Angeles le rôle du roi dans une reprise de The King and I, créé à la scène comme à l'écran par Yul Brynner. Et c'est à Londres qu'il est contacté pour jouer dans l'adaptation de Jane Eyre.
George Chakiris prend sa retraite en 1996 après un dernier rôle dans la série Last of the Summer Wine, pour se consacrer à la joaillerie.

## Filmographie

### Cinéma

#### Sous le nom de George Kerris
- 1947 : Passion immortelle (Song of Love) : enfant du chœur
- 1951 : Le Grand Caruso (The Great Caruso) : danseur (non crédité)
- 1952 : La Parade de la gloire (Stars and Stripes Forever) : danseur (non crédité)
- 1953 : Donnez-lui une chance (Give a Girl a Break) : danseur (non crédité)
- 1953 : Passion sous les tropiques (Second Chance) : danseur (non crédité)
- 1953 : Les hommes préfèrent les blondes (Gentlemen Prefer Blondes) : danseur (non crédité)
- 1953 : Les 5000 doigts du Dr. T (The 5,000 Fingers of Dr. T) : danseur
- 1954 : La Joyeuse Parade (There's No Business Like Show Business) : danseur
- 1954 : Une fille de la province (The Country Girl) : danseur (non crédité)
- 1954 : Noël blanc (White Christmas) : danseur dans Mandy et Love (non crédité)
- 1954 : Brigadoon (Brigadoon) : danseur (non crédité)
- 1955 : L'Héritière de Las Vegas (The Girl Rush) : membre du chœur dans Hillbilly Heart (non crédité)
- 1956 : Viva Las Vegas (Meet Me in Las Vegas) : le groom
- 1957 : Under Fire : le soldat Steiner (non crédité)
- 1961 : Au rythme des tambours fleuris (Flower Drum Song) : danseur (non crédité)

#### Sous le nom de George Chakiris
- 1961 : West Side Story : Bernardo

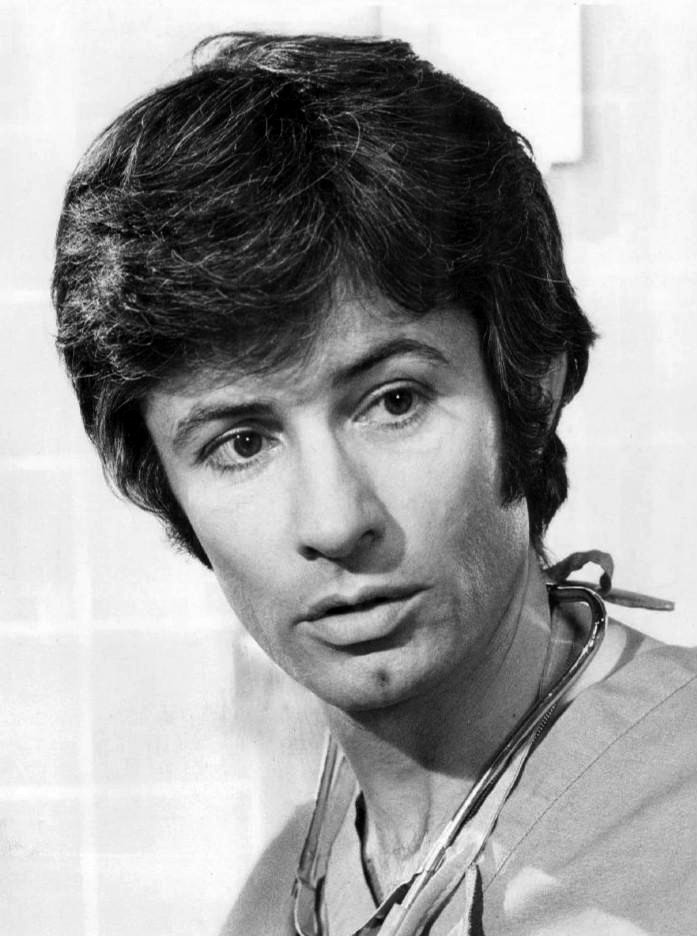
George Chakiris dans la série Médecins d'aujourd'hui (1970).

- 1962 : Two and Two Make Six : Larry Curado
- 1963 : Le Seigneur d'Hawaï (Diamond Head) : Dr. Dean Kahanna
- 1963 : La ragazza (La ragazza di Bube) de Luigi Comencini : Bube
- 1963 : Les Rois du soleil (Kings of the Sun) : Balam
- 1964 : Les Trois Soldats de l'aventure (Flight from Ashiya) : sous-lieutenant John Gregg
- 1964 : Mission 633 : lieutenant Erik Bergman
- 1964 : Dernière mission à Nicosie (The High Bright Sun) : Haghios
- 1966 : Paris brûle-t-il ? : GI dans le tank
- 1966 : On a volé la Joconde (Il ladro della Gioconda) : Vincent
- 1967 : Les Demoiselles de Rochefort : Étienne
- 1968 : Mister Blymann ou Tu mourras dans ton cercueil (Sharon vestida de rojo)
- 1968 : Le Rouble à deux faces : Éric Ericson
- 1969 : The Big Cube : Johnny Allen
- 1979 : Why Not Stay for Breakfast? : George Clark
- 1990 : Pale Blood : Michael Fury

### Télévision (non exhaustif)
- 1969 : The Jackie Gleason Show, épisode Mousey the Dip
- 1970-1975 : Médecins d'aujourd'hui (Medical Center) : Alex Solkin (3 épisodes)
- 1972 : Hawaï police d'État (Hawaii Five-O) : Chris Lahani
- 1974 : The Partridge Family, épisode Anchors Aweigh: capitaine. Chuck « Cuddles » Corwin
- 1974 : Angoisses (Thriller), épisode Kiss Me and Die : Robert Stone
- 1974 : Notorious Woman : Frédéric Chopin
- 1978 : Wonder Woman, épisode Death in Disguise : Carlo Indrezzano
- 1978 : L'Île fantastique (Fantasy Island), épisode Return to Fantasy Island : Pierre
- 1982 : L'Île fantastique, épisode The Magic Camera/Mata Hari/Valerie : le captaine Claude Dumont
- 1983 : Chips, épisode Fox Trap : Bernard DeJardine
- 1983 : Matt Houston, épisode The Showgirl Murders : Brett Cole
- 1984 : Matt Houston, épisode Waltz of Death : Clark Sawyer
- 1984 : Nihon no omokage : Lafcadio Hearn
- 1984 : Poor Little Rich Girls, épisode The Gentleman Caller : le prince Rudolph
- 1984 : Les deux font la paire (Scarecrow and Mrs. King), épisode Lost and Found : Angelo Spinelli
- 1984 : On ne vit qu'une fois (One Life to Live)
- 1985 : Hell Town, épisode Let My Jennie Go : Ric Montenez
- 1986 : Dallas, épisode Missing : Nicholas
- 1988 : Santa Barbara : Daniel Espinoza
- 1989 : Arabesque, épisode Weave a Tangled Web : Eric Bowman
- 1989-1990 : Superboy : le professeur Peterson (9 épisodes)
- 1992 : Human Target, épisode Chances Are : Robillard
- 1995 : Les Filles du Lido : Saskia
- 1996 : Last of the Summer Wine, épisode Extra! Extra! : Max Bernard

## Discographie
- 1962 : The Gershwin Songbook (face A : Stairway to Paradise / Embraceable You / Things Are Looking Up / Do It Again / For You for Me for Evermore / I Got Rhythm ; face B : But Not for Me / It Ain't Necessarily So / Love Walked In / Someone to Watch Over Me / My One and Only / They All Laughed) - LP
- 1963 : Hallelujah I love Her So (face A : Hallelujah I Love Her So / Nacked City Theme ; face B : Fever / I Left My Heart in San Francisco)
- 1963 : I love Being Here With You (face A : I Love Being Here With You / Anema e core (With All My Hear and Soul) ; face B : Love Is the Thing / Be Mine Tonight (Noche de ronda))
- 1963 : LP You're Mine (face A : Love Is the Thing / Be Mine Tonight / Whe She Makes Music / The Best Is Yet to Come / You're Mine, You! / Almost in Your Arms ; face B : As Time Goes By / A Beautiful Friendship / Anima e core / I Love Being Here With You / You're My Girl / Our Day Will Come)
- 1976 : Le Soleil italien (face A : Le Soleil italien ; face B : Au nom de notre amour)
- 1979 : Somebody (face A : Somebody ; face B : Somebody)
- 1979 : Mon pays c'est le soleil (face A : Mon pays c'est le soleil ; face B : In No Heart’s Land)[2]
- 1980 : Mi piaci un sacco (face A : Mi paci un sacco ; face B : In No Heart's Land)[2]
- 1980 : Carte postale (face A : Carte postale ; face B : Fragments)
- 1980 : Ancora con te (face A : Ancora con te ; face B : Fragments)
- 1980 : Je t’emmène en tango (face A : Je t’emmène en tango ; face B : Rappelle-toi)
- 1980 : Rappelle-toi (face A : Rappelle-toi / Le Bar des mal-aimés / Je t'emmène en tango / I Had a Woman / Carte postale ; face B : La Vie moins toi / Fly / Somebody / Mariloula / Dancing Slow) - LP
- 1981 : Der Mann, der aus der Sonne kam[2] (face A : Der Mann, der aus der Sonne kam / Somebody)
- 1981 : C’est rien qu’un au revoir (face A : C’est rien qu'un au revoir ; face B : La Chanson de Bernardo)
- 1982 : Plaisir d’amour (face A : Plaisir d'amour ; face B : Celui qui t'aime)
- 1982 : Réveille-toi (face A : Réveille-toi ; face B : Piano Bar)

## Distinctions

### Récompenses
- Oscars 1962 : Meilleur acteur dans un second rôle pour West Side Story
- Golden Globes 1962 : Meilleur acteur dans un second rôle pour West Side Story

## Voix françaises
- Jacques Thébault dans :
  - West Side Story
  - Les Demoiselles de Rochefort

- Jean-Louis Jemma dans :
  - Les Rois du soleil
  - Les Trois Soldats de l'aventure

et aussi
- Jean Lagache dans Mission 633
- Marc Cassot dans Dernière mission à Nicosie
- Michel François dans Paris brûle-t-il ?
- Jean Roche dans Arabesque (série télévisée)